# Masoud Mostafa Jokar
Masoud Mostafa Jokar (persisch مسعود مصطفی جوکار; * 21. September 1977 in Malayer, Hamadan, Iran) ist ein iranischer Ringer. Er gewann bei den Olympischen Spielen 2004 in Athen eine Silbermedaille im freien Stil im Federgewicht.

## Werdegang
Masoud Mostafa Jokar begann als Jugendlicher 1988 in seiner Geburtsstadt mit dem Ringen. Er schloss sich dazu dem Ringerclub Takhti Malayer an. Seine Trainer waren hauptsächlich Said Goudarzi und Esmail Dangesaraki. Er ist Angestellter einer Ölgesellschaft. Während seiner Laufbahn rang der 1,64 Meter große Sportler in vier Gewichtsklassen. Er begann im Bantamgewicht und steigerte sich im Laufe der Jahre über das Federgewicht und das Leichtgewicht bis in das Weltergewicht. 
Seine internationale Laufbahn begann er im Jahre 2000 mit der Teilnahme an der Asienmeisterschaft in Guilin/China. Im Bantamgewicht belegte er dabei den 8. Platz. Ein kam später kam er bei einem Welt-Cup-Turnier in Baltimore im Bantamgewicht hinter Kerry Boumans, aus den Vereinigten Staaten auf den 2. Platz. 2002 startete er bei den Asien-Spielen in Busan und kam dabei im Federgewicht auf den 6. Platz. Im Jahre 2004 gelang es ihm, sich für die Teilnahme an den Olympischen Spielen in Athen zu qualifizieren. In Athen war er in hervorragender Form und besiegte dort im Federgewicht Sahit Prizreni aus Albanien, Besik Aslanaschwili aus Griechenland und Kenji Inoue aus Japan. Im Finale verlor er gegen Yandro  Quintana aus Kuba. Er gewann damit eine olympische Silbermedaille.
2006 nahm er an der Weltmeisterschaft in Guangzhou teil. Im Leichtgewicht startend, schied er dort aber nach einem gewonnenen Kampf durch eine Niederlage in seinem zweiten Kampf gegen Leonid Spiridonow aus Kasachstan aus und belegte nur den 12. Platz. Auch bei den im Dezember 2006 in Doha stattgefundenen Asien-Spielen konnte er im Leichtgewicht keine Medaille gewinnen. Er kam dort auf den 7. Platz.

## Internationale Erfolge
| Jahr | Platz  | Wettbewerb                            | Gewichtsklasse | Ergebnisse |
| 2000 | 8.     | Asienmeisterschaft in Guilin/China    | Bantam         | Sieger: Ri Yong Sam, Nordkorea vor Damir Sachartinow, Usbekistan                                                                                        |
| 2001 | 2.     | Welt-Cup in Baltimore                 | Bantam         | hinter Kerry Boumans, USA, vor Murad Ramazan, Russland                                                                                                  |
| 2002 | 6.     | Asien-Spiele in Busan                 | Feder          | Sieger: Ojuunbilegiin Pürewbaatar, Mongolei vor Song Jae-myung, Südkorea                                                                                |
| 2004 | 5.     | Olympia-Qualif.-Turnier in Bratislava | Feder          | hinter Kamal Ustarchanow, Russland, Anatoli Guidea, Bulgarien, Wassyl Fedoryschyn, Ukraine und Guivi Sissaouri, Kanada                                  |
| 2004 | Silber | OS in Athen                           | Feder          | nach Siegen über Sahit Prizreni, Albanien, Besik Aslanaschwili, Georgien und Kenji Inoue, Japan und einer Niederlage gegen Yandro Miguel Quintana, Kuba |
| 2006 | 5.     | Welt-Cup in Sari/Iran                 | Leicht         | hinter Ugur Cadir, Türkei, Geandry Garzón Caballero, Kuba, Hassan Tahmasebi, Iran und Sergei Latyschew, Russland                                        |
| 2006 | 12.    | WM in Guangzhou                       | Leicht         | nach einem Sieg über Franson Gibbons, Palau und einer Niederlage gegen Leonid Spiridonow, Kasachstan                                                    |
| 2006 | 7.     | Asien-Spiele in Doha                  | Leicht         | Sieger: Baek Jin-kuk, Südkorea vor Takafumi Kojima, Japan                                                                                               |

## Erläuterungen
- alle Wettkämpfe im freien Stil
- OS = Olympische Spiele, WM = Weltmeisterschaft
- Bantamgewicht, Gewichtsklasse bis 2001 bis 58 kg, seit 2002 bis 55 kg, Federgewicht, bis 60 kg, Leichtgewicht, bis 66 kg und Weltergewicht, bis 74 kg Körpergewicht
- "Takhti"-Ringerclub Malayer, benannt nach Gholamreza Takhti, dem ersten iranischen Olympiasieger im Ringen